# ایک-ورشینا
ایک-ورشینا (به لاتین: Ik-Vershina) یک منطقهٔ مسکونی در روسیه است که در باشقیرستان واقع شده‌است.